# Victor Pierre Ménard
Pour les articles homonymes, voir Ménard.
Cet article possède un paronyme, voir Victor Meynard.
Victor Pierre Ménard né à Nantes le 8 février 1857 et mort à Paris le 17 juillet 1938 est un  peintre français.

## Biographie
Victor Pierre Ménard est élève de Gabriel Guay, Jules Joseph Lefebvre, Henri-Lucien Doucet et Luc-Olivier Merson. Il réside à Paris.
Il expose régulièrement des paysages bretons, des intérieurs et des types populaires au Salon des artistes français à partir de 1894 ; il obtient une mention en 1923.
Il expose également au Salon d'hiver de 1923 à 1937.
Sa dernière demeure connue est le 18, rue Chabrol dans le 10e arrondissement de Paris.

Œuvres attribuées à Victor Pierre Ménard
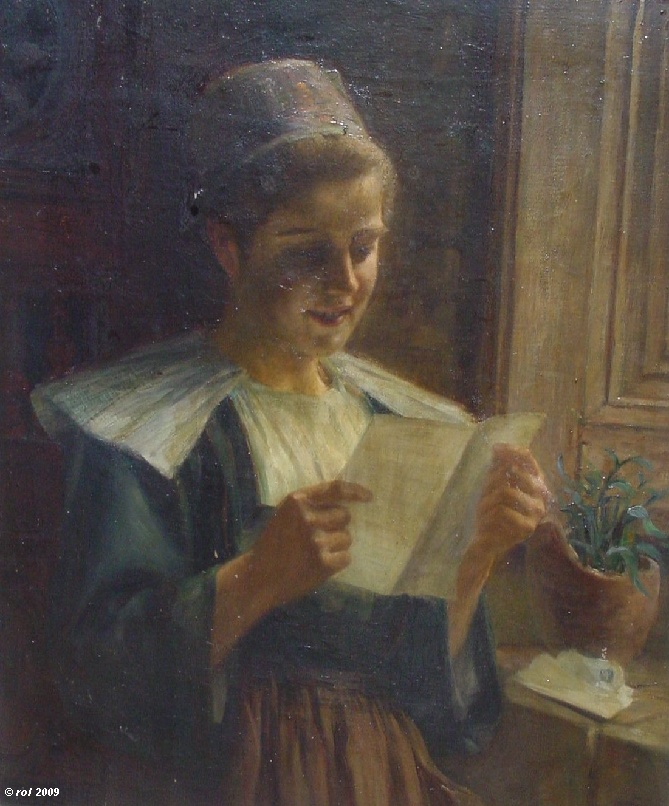
Liseuse, localisation inconnue.
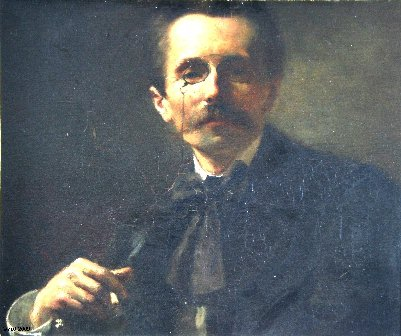
Portrait d'Émile Lecuyer, localisation inconnue.
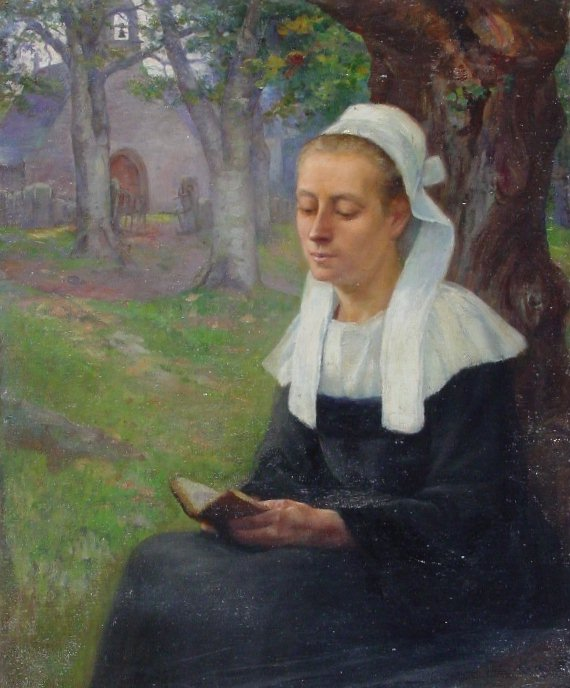
Liseuse à la coiffe, localisation inconnue.
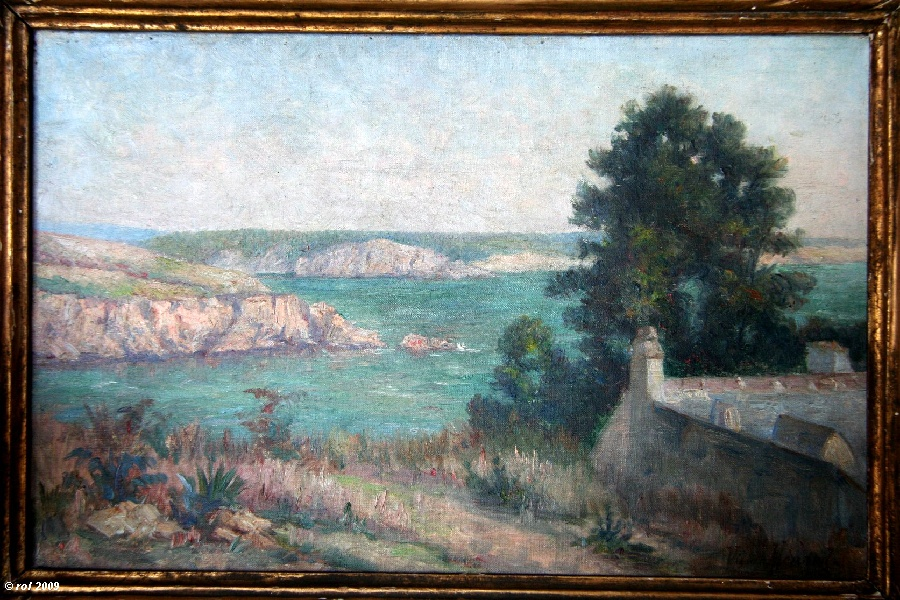
Le Port de Brigneau (1907), localisation inconnue.